# Yolande Roy
Pour les articles homonymes, voir Roy.
Yolande Roy, née le 16 avril 1928 à Saint-Prime et morte à Montréal le 2 avril 2017, est une actrice canadienne.

## Filmographie

### Comme actrice

#### Cinéma
- 1975 : Les Vautours, film de Jean-Claude Labrecque : Alda Pelletier
- 1975 : Partis pour la gloire, film de Clément Perron : Lucie Moreau
- 1977 : Pâques, film de Jean-Paul Fugère : rôle inconnu

#### Télévision
- 1955 - 1958 : Cap-aux-sorciers (série TV) : Mathilde
- 1957 : La Lanterne magique (série TV) : rôle inconnu
- 1960 - 1964 : Filles d'Ève (série TV) : Yvonne Breton
- 1970 : En pièces détachées (téléthéâtre) (téléthéâtre basé sur la pièce de Michel Tremblay) : Madame Beaulieu
- 1970 - 1975 : Mont-Joye (série TV) : Clémence Mathieu
- 1975 - 1977 : Y'a pas de problème (série TV) : Hermione
- 1976 - 1977 : Quinze ans plus tard (série TV) : Gilberte Lemire
- 1976 - 1979 : Grand-Papa (série TV) : Rose-Anita Sauvé
- 1977 - 1978 : Les As (série TV) : Madame Loiselle
- 1978 - 1981 : Race de monde (série TV) : Yvonne Bérubé
- 1978 - 1982 : Le Clan Beaulieu (série TV) : Madame Dauphin
- 1982 - 1986 : La Bonne Aventure (série TV) : Blanche Martel
- 1987 - 1989 : Robert et compagnie (série TV) : Céline Martineau
- 1991 - 1994 : Marilyn (série TV) : Nicole Landry
- 1996 - 2001 : Le Retour (série TV) : Yvonne Lebeau

### Voix
- 1979 : Better Late Than Never, voix française de Paula Trueman
- 1982 : Kiss Me Goodbye, voix française de Claire Trevor

## Récompenses et distinctions
- 1954 Trophée Calvet pour la meilleure interprétation féminine dans Le Roi David de Jean Filiatrault. Pièce lauréate dans la catégorie Meilleure pièce canadienne,  au Festival d'art dramatique de l'Ouest du Québec.